# Sebastian Wagemeyer
Sebastian Wagemeyer (* 20. September 1976 in Lüdenscheid) ist ein deutscher Gymnasiallehrer und Lokalpolitiker (SPD). Seit dem 1. November 2020 ist er Bürgermeister der Stadt Lüdenscheid im Märkischen Kreis, Nordrhein-Westfalen.
Nach dem Abitur 1996 am Bergstadt-Gymnasium Lüdenscheid absolvierte Wagemeyer ein Lehramtsstudium für Englisch und Geschichte an der Ruhr-Universität Bochum, das er 2002 mit dem Ersten Staatsexamen abschloss. Das Zweite Staatsexamen legte er nach dem Referendariat am Bergstadt-Gymnasium 2005 ab. 2015 wurde er als Oberstudiendirektor Leiter des Lüdenscheider Zeppelin-Gymnasiums.
Wagemeyer ist seit 2001 Mitglied der SPD, seit 2013 Mitglied im Vorstand des SPD-Ortsvereins Lüdenscheid West/Brügge und seit 2015 Mitglied im Vorstand des SPD-Stadtverbands Lüdenscheid. 2014 wurde er in den Rat der Stadt Lüdenscheid und 2020 zum Bürgermeister der Stadt Lüdenscheid gewählt.
Sebastian Wagemeyer ist verheiratet und Vater von drei Kindern. Seit 1995 hatte der Hobbymusiker Auftritte unter anderem als Sänger und Frontman der Lüdenscheider Band root, als DJ und als Solokünstler.